# 凌源市实验中学
41°13′49.02″N 119°22′54.7″E / 41.2302833°N 119.381861°E
凌源市实验中学，成立于2006年，位于凌源市红山路西段200号，是经朝阳市人民政府批准建立的一所全日制省级示范性普通高中。该校于2005年4月动工，2006年建成并开始招生。它是继凌源市第一高级中学、凌源市第二高级中学、凌源市第三高级中学后，凌源市的第四所高级中学。
其由凌源市在农村的四中、六中、七中整合在市区内修建，规制为72班制的实验高中。2009年，被评为省示范性高中。

## 地理位置与交通方式
凌源市实验中学位于凌源市教育局、凌源市职教中心、凌源站和凌源市检察院附近。可以乘坐3路公交车到达。由于该校远离市中心，该校学生常用的交通方式有家长开车接送、乘坐校车、骑自行车或电动车等。同时，因为靠近凌源站，所以居住在较为偏远的村镇的该校学生也可乘坐火车。

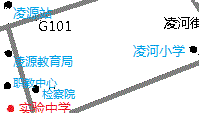
凌源市实验中学的位置

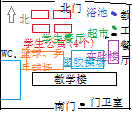
凌源市实验中学的内部环境示意图

## 教学情况
该校目前有74个教学班级（高一高二每年级24个，高三26个），约有350名教师任教，5000名学生在校学习。该校于2008年12月被确定为辽宁省示范性普通高中。

## 校内设施
该校内有教学楼、实验楼、塑胶操场、篮球场与乒乓球场、超市、学生餐厅、教工餐厅以及4幢学生公寓，可以为学生提供住宿。
该校教学楼为东西走向，地上6层，地下1层，教室内有计算机、投影仪等多媒体设备，以及电扇、日光灯等其他电器设备。该校实验楼内有内设六个物理实验室、六个化学实验室、四个生物实验室、两个微机室、两个语音室。该校的资料室可供学生查阅相关资料。该校各处均有完备的监控设施，可以随时监视师生的在校行为。办公室内每一位教师均配备一台计算机，便于工作管理与备课查阅资料。各班均设置了多媒体教学设备，为学生学习提供了生动形象的演示条件。各项设施可以实现教学的信息化、网络化、现代化。

## 所得奖项
该校在多年的教学实践中，取得了多达30余项荣誉奖项，如：
1. 辽宁省普通高中课改先进单位
2. 辽宁省中小学心理健康教育先进单位
3. 朝阳市民族语文教学示范学校
4. 朝阳市绿色学校
5. 朝阳市教育系统关心下一代工作先进集体

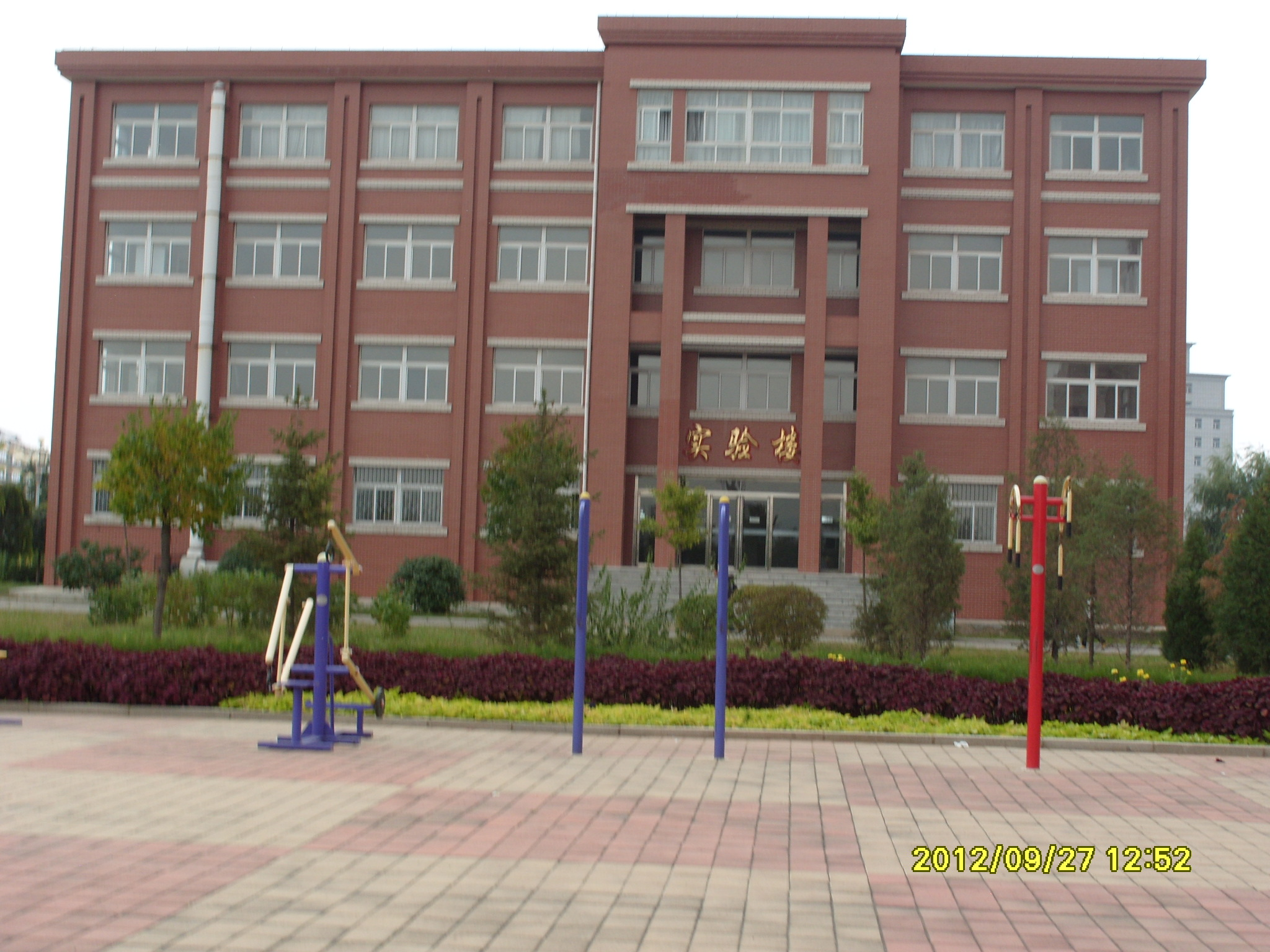
凌源市实验中学实验楼

6. 朝阳市贯彻实施《国家学生体质健康标准》先进学校
7. 朝阳市贯彻实施《国家学生体质健康标准》先进学校
8. 朝阳市优质课工程先进单位

## 教学质量
该校于2008年12月被确定为辽宁省示范性普通高中。自2007年以来，连续4年被评为“朝阳市优质课工程先进单位”，教学质量居全市前列，并在2009、2010年连续两年夺得凌源市教学质量第一名。并有王胥、侯淼两名同学先后被清华大学录取，每年都有数十名学生被985工程、211工程院校录取。其他高考指标在朝阳市也位居前列。